# Igreja de Santa Maria Madalena (Braga)
A Igreja de Santa Maria Madalena, também conhecida como Igreja da Falperra, Santuário de Santa Maria Madalena e Santuário da Falperra, é uma igreja situada na serra da Falperra, nos arredores da cidade de Braga, Portugal, na fronteira entre a freguesia de Nogueira, Fraião e Lamaçães e a de Santa Cristina de Longos, esta já pertencente ao município de Guimarães.
A Igreja de Santa Maria Madalena está classificada como Monumento Nacional desde 2017.
A igreja foi construída no século XVIII, com o propósito de se tornar em santuário, com projecto do arquitecto André Soares, por iniciativa do arcebispo D. Rodrigo de Moura Telles.
É um exemplar da arquitectura religiosa Barroca
O interior está revestido de azulejos do século XVIII do ceramista Policarpo de Oliveira Bernardes. 
O acesso tradicional dos romeiros ao recinto da igreja é feito pelas laterais, através de uma longa alameda pedonal em declive (Avenida da Madalena) que põe em relação com o templo várias outras construções religiosas. Do lado NE, o ponto de partida é constituído pelo cruzeiro e também uma pequena capela-oratório; a SO, a alameda inicia-se no terreiro defronte da capela de Santo António e do antigo convento do Varatojo (hoje uma unidade hoteleira), abrindo também em sentido oposto até à capela de Santa Marta do Leão (assim denominada por causa da Fonte do Leão erigida na vizinhança). Nos patamares superiores do monte (sentido SSO), localiza-se a capela de Santa Marta das Cortiças e a homónima Estação arqueológica. 

## Classificação
Em abril de 2016, a Direcção Geral do Património Cultural publicou o projecto de decisão relativo à classificação do Santuário de Santa Maria Madalena da Falperra como Monumento Nacional.
Em 3 de novembro de 2016, o Conselho de Ministros aprovou a classificação do Santuário de Santa Maria Madalena da Falperra como monumento nacional. A classificação baseia-se no entendimento governamental de que aquele complexo é “um monumento com elevado interesse histórico e religioso, ao que acresce o seu valor estético, técnico e material intrínseco, a sua concepção arquitectónica, urbanística e paisagística, bem como a sua importância em termos de memória colectiva”.